# AFOK
AFOK（エー・エフ・オー・ケー/アフォック）は日本のロックバンドである。2019年4月活動開始。メンバーは、PenpalsオリジナルメンバーであるKinya Kamijo、Moriya Kamijo、Munemasa HayashiとBlieANのKenji George。

## メンバー
- Kinya Kamijo（ボーカル・ドラム、1969年1月4日 - ）群馬県桐生市出身。現在Hasta La Vista Babiesとしても活躍中
- Moriya Kamijo（ボーカル・ギター、1969年1月4日 - ）同上
- Munemasa Hayashi（ボーカル・ギター、1973年1月28日 - ）The Diditisとして活動
- Kenji George（ボーカル・ベース）BlieAN、The Diditisとして活動